# نظرة الشيعة حول القرآن
تختلف وجهة النظر الشيعية حول القرآن عن نظرة أهل السنة والجماعة، حيث يفسر علماء الشيعة بعض آيات القرآن بشكل يتوافق مع عقيدة الإمامة والولاية، كما زعم بعض علماء الشيعة وجود تحريف بالقرآن، وادعى البعض وجود سورتين تدعمان عقيدة إمامة أهل البيت. لكن يرفض الأئمة الشيعة دائمًا فكرة وجود تغيير في نص القرآن. وينكر أغلب علماء الشيعة هذه الإدعاءات. هناك فقط بضع من علماء شيعة يقولون بالإغفال في المخطوطة العثمانية.

## التاريخ
يؤمن الشيعة بنفس القرآن الذي تؤمن به الطوائف الإسلامية الأخرى، لكنهم لا يعتقدون أن عثمان بن عفان كان آول من جمعه. حيث يؤمن الشيعة أن القرآن تم تجميعه وتحقيقه خلال حياة النبي محمد  وأنه وضع هذه النسخة الكاملة من القرآن بجوار منبر محمد داخل مسجد المدينة، حيث كان يأتي العلماء لنسخه. علاوة على ذلك، يعتقد آية الله العظمى أبو القاسم الخوئي أن عليا امتلك نسخة من هذا القرآنً خاصًا به، والذي تضمن تعليق القرآن الإلهي.
وفقًا للبروفيسور المستشرق إيتان كولبرج، آمن الشيعة الإثنا عشرية بتشويه القرآن حتى عصر البويهيين، وكان هذا الاعتقاد شائعًا بين الشيعة خلال القرون الإسلامية الأولى. يدعي كولبرج أن ابن بابويه القمي كان أول مؤلف إثني عشري «يتبنى موقعًا مماثلًا لموقع السنة». كان هذا التغيير في المعتقد في المقام الأول نتيجة «صعود الشيعة إلى السلطة في مركز الخلافة العباسية السنية»، حيث أصبح الاعتقاد بفساد القرآن لا يمكن الدفاع عنه في مواجهة «المذهب التقليدي» السني. من بين الأسباب الأخرى، زُعم أن التشويه قد تم إجراؤه لإزالة أي إشارات إلى حقوق علي والأئمة،  وموافقة مؤيديهم وعارضة معارضيهم، مثل الأمويين والعباسيين. وفقًا لويليام سانت كلير تيسدال، إذا كان هذا المحتوى موجودًا في القرآن الكريم، «بالطبع كان لدى الخليفة السني سبب كبير للغاية لمحاولة قمع أي من هذه الفقرات».
منذ القرن العاشر، على الأقل، كان السنة يهاجمون الشيعة بشكل متواصل بسبب تبني الشيعة لفكرة التشويه المتعمد للقرآن واعتبروه أحد أكثر الأمثلة الصارخة على «بدع» الشيعة  وقد دحض ابن حزم، الإدعاء بتبديل لقرآن الذي انتشر في زمانه.

## نظرة الشيعة الإثني عشر
هذه بعض من أقوال علماء الشيعة حول القرآن:
- محمد الصدر: {{أنَّه يلاحظ: أنَّ أوثق المصادر اللغويّة والأدبيّة والفقهيّة والأُصوليّة التي يستند إليها الأعلام والأصحاب هو القرآن الكريم؛ فإنَّه أوثقها سنداً ودلالةً، وأمّا سائر مصادر اللغة فقد يدخل عليها التحريف والتغيير، كما قد يُلاحظ في بعض كتب اللغة أو النحو وأمثالهما، وقد يذكر بعضهم شعراً بلا سندٍ له لينتصر لبعض أهل اللغة، كالكوفيّين أو البصريّين، والله العالم.

وأمّا الكتاب العزيز فهو تامّ السند والدلالة بلا تحريفٍ فيه في اللفظ والمعنى، فيكون حجّةً على ما سواه، ولذا لو تعارضت الأبيات القديمة أو المعلّقات السبع في التعبير والاستعمال مع القرآن الكريم، كان القرآن هو الحجّة الذي لا يأتيه الباطل من بين يديه ولا من خلفه .
ولذا لا يمكن لنا أن نقول: إنَّ هذا اللفظ لم تستعمله العرب أو إنَّه شاذٌّ بلحاظ الاشتقاق، بل يكفي تعبير القرآن به وإن لم يُسمع من العرب.}} 
- محمد بن بابويه الصدوق القمي: «اعتقادنا أن القرآن الذي أنزله الله تعالى على نبيه محمد صلى الله عليه وآله وسلم هو ما بين الدفتين، وهو ما في أيدي الناس، ليس بأكثر من ذلك، ومبلغ سوره عند الناس مائة وأربع عشرة سورة، وعندنا أن الضحى وألم نشرح سورة واحدة، ولايلاف وألم تر كيف سورة واحدة .ومن نسب إلينا أنا نقول إنه أكثر من ذلك فهو كاذب.»[16][17][18][19][20]

- المفيد: «وأما النقصان فإن العقول لا تحيله ولا تمنع من وقوعه، وقد امتحنت مقالة من ادعاه، وكلمت عليه المعتزلة وغيرهم طويلا فلم اظفر منهم بحجة اعتمدها في فساده. وقد قال جماعة من أهل الإمامة إنه لم ينقص من كلمة ولا من آية ولا من سورة ولكن حذف ما كان مثبتا في مصحف أمير المؤمنين (ع) من تأويله وتفسير معانيه على حقيقة تنزيله وذلك كان ثابتا منزلا وإن لم يكن من جملة كلام الله تعالى الذي هو القرآن المعجز، وقد يسمى تأويل القرآن قرآنا قال الله تعالى: (ولا تعجل بالقرآن من قبل أن يقضى إليك وحيه وقل رب زدني علما) فسمى تأويل القرآن قرآنا، وهذا ما ليس فيه بين أهل التفسير اختلاف.وعندي أن هذا القول أشبه من مقال من ادعى نقصان كلم من نفس القرآن على الحقيقة دون التأويل، وإليه أميل والله أسأل توفيقه للصواب، وأما الزيادة فيه فمقطوع على فسادها من وجه ويجوز صحتها من وجه، فالوجه الذي أقطع على فساده أن يمكن لأحد من الخلق زيادة مقدار سورة فيه على حد يلتبس به عند أحد من الفصحاء، وأما الوجه المجوز فهو أن يزاد فيه الكلمة والكلمتان والحرف والحرفان وما أشبه ذلك مما لا يبلغ حد الاعجاز، ويكون ملتبسا عند أكثر الفصحاء بكلم القرآن، غير أنه لا بد متى وقع ذلك من أن يدل الله عليه، ويوضح لعباده عن الحق فيه، ولست أقطع على كون ذلك بل أميل إلى عدمه و*سلامة القرآن عنه*»[21][22][23][24]

- الشريف المرتضى: «إنّ العلم بصحّة نقل القرآن، كالعلم بالبلدان، والحوادث الكبار، والوقائع العظام، والكتب المشهورة، وأشعار العرب المسطورة، فإنّ العناية اشتدّت، والدواعي توافرت على نقله وحراسته، وبلغت إلى حدٍّ لم يبلغه في ما ذكرناه، لأنّ القرآن معجزة النبوة، ومأخذ العلوم الشرعية، والأحكام الدينية. وعلماء المسلمين قد بلغوا في حفظه وحمايته الغاية، حتى عرفوا كلّ شيء اختُلِفَ فيه،من إعرابه، وقراءته، وحروفه، وآياته، فكيف يجوز أن يكون مغيّراً أو منقوصاً، مع العناية الصادقة، والضبط الشديد".» [25][26][27][28][29] ونقل عنه ابن حجر العسقلاني أيضا: «وقال ابن حزم كان من كبار المعتزلة الدعاة وكان اماميا لكنه يكفر من زعم أن القرآن بدل أو زيد فيه أو نقص منه وكذا كان صاحباه أبو القاسم الرازي وأبو يعلى الطوسي»[30][31][32][33]

- ابن المطهر الحلي: «ما يقول سيدنا في الكتاب العزيز، هل يصح عند أصحابنا أنه نقص منه شيء أو زيد فيه أو غُيِّر ترتيبه، أم لم يصح عندهم شيء من ذلك؟. أفدنا أفادك الله من فضله، وعاملك بما هو أهله))...........................فكان جواب العلامة(قدس سره): ((الحق أنه لا تبديل ولا تأخير  ولا تقديم فيه، وأنه لم يزد ولم ينقص. ونعوذ بالله تعالى من أن يعتقد مثل ذلك وأمثال ذلك، فإنه يوجب التطرق إلى معجزة الرسول (عليه السلام) المنقولة بالتواتر»[34][35][36][37][38]

- محمد بن الحسن الطوسي: «"وأمّا الكلام في زيادته ونقصانه [أي القرآن] فمّما لا يليق به أيضاً،لأنّ الزيادة فيه مُجمَع على بطلانها، والنقصان منه، فالظاهر أيضاً من مذهب المسلمين خلافه، وهو الأليق بالصحيح من مذهبنا".»[39]

- الفضل بن الحسن الطبرسي: «الكلام في زيادة القرآن ونقصانه؛ فإنّه لا يليق بالتفسير. فأمّا الزيادة فيه: فمجمع على بطلانه....وأما النقصان منه: فقد روى جماعة من أصحابنا، وقوم من حشوية العامّة أنّ في القرآن تغييراً أو نقصاناً، والصحيح من مذهب أصحابنا خلافه".»[40][41]

- جعفر كاشف الغطاء: «"لا ريبَ في أنّه مَحفوظ من النقصان؛ بحفظ الملك الديّان؛ كما دلّ عليه صريح القرآن، وإجماع العلماء في جميع الأزمان، ولا عبرة بالنادر. وما ورد من أخبار النقيصة تَمنع البديهة من العمل بظاهرها، ولا سيّما ما فيه نقص ثلث القرآن، أو كثير منه، فإنّه لو كان ذلك؛ لتواتر نقله لتوفّر الدواعي عليه، ولاتّخذه غير أهل الإسلام من أعظم المطاعن على الإسلام وأهله. ثمّ كيف يكون ذلك، وكانوا شديدي المحافظة على ضبط آياته وحروفه".»[42]

- محمد جواد البلاغي: «وممّا ألصقوه بالقرآن المجيد: ما نقله في فصل الخطاب عن كتاب دبستان المذاهب أنّه نُسِبَ إلى الشيعة أنّهم يقولون: إنّ إحراق المصاحف سبب إتلاف سور من القرآن نزلت في فضل علي عليه السلام وأهل بيته عليهم السلام؛ منها: هذه السورة، وذكر كلاماً يضاهي خمساً وعشرين آية في الفواصل، قد لُفِّقَ من فقرات القرآن الكريم على أسلوب آياته، فاسمع ما في ذلك من الغلط، فضلاً عن ركاكة أسلوبه الملفَّق... فيا للعجب من صاحب (دبستان المذاهب) من أين جاء بنسبة هذه الدعوى إلى الشيعة، وفي أيّ كتاب لهم وجدها. أفهكذا يكون النقل في الكتب، ولكن لا عجب، فكم نقلوا عن الشيعة مثل هذا النقل الكاذب؛ كما في كتاب الملل للشهرستاني، ومقدّمة ابن خلدون، وغير ذلك ممّا كتبه بعض الناس في هذه السنين، والله المستعان".» [43]

- محسن الأمين العاملي: «ونقول: لا يقول أحد من الامامية لا قديما ولا حديثا إن القرآن مزيد فيه قليل أو كثير فضلا عن كلهم بل كلهم متفقون على عدم الزيادة، ومن يعتد بقوله من محققيهم متفقون على أنه لم ينقص منه ويأتي تفصيل ذلك عند ذكر كلام الرافعي، ومن نسب إليهم خلاف ذلك فهو كاذب مفتر مجترئ على الله ورسوله»[44]
- بهاء الدين العاملي: «الصحيح أنّ القرآن العظيم محفوظ عن ذلك، زيادة كان أو نقصاناً، ويدلّ عليه قوله تعالى: (وإنّا له لحافظون). وما اشتهر بين الناس من إسقاط اسم أمير المؤمنين (عليه السّلام) منه في بعض المواضع مثل قوله تعالى: (يا أيّها الرسول بلّغ ما انزل إليك - في علي -) وغير ذلك فهو غير معتبر عند العلماء»[45]

- محمد حسين كاشف الغطاء: «وأن الكتاب الموجود في أيدي المسلمين هو الكتاب الذي أنزله الله إليه للاعجاز والتحدي، ولتعليم الأحكام، وتمييز الحلال من الحرام، وأنه لا نقص فيه ولا تحريف ولا زيادة، وعلى هذا إجماعهم، ومن ذهب منهم أو من غيرهم من فرق المسلمين إلى وجود نقص فيه أو تحريف فهو مخطئ يرده نص الكتاب العظيم [إنا نحن نزلنا الذكر وإنا له لحافظون] .."والأخبار الواردة من طرقنا أو طرقهم الظاهرة في نقصه أو تحريفه ضعيفة شاذّة، وأخبار آحاد لا تفيد علماً ولا عملاً، فإمّا أن تأوّل بنحو من الاعتبار، أو يُضرَب بها الجدار".»[46]

- عبد الحسين شرف الدين: «"والقرآن الحكيم الذي لا يأتيه الباطل من بين يديه ولا من خلفه، إنّما هو ما بين الدفتين، وهو ما في أيدي الناس، لا يزيد حرفاً، ولا ينقص حرفاً، ولا تبديل فيه لكلمة بكلمة، ولا لحرف بحرف، وكلّ حرف من حروفه متواتر في كلّ جيل؛ تواتراً قطعياً إلى عهد الوحي والنبوة".»[47]
- محسن الأعرجي: «الإجماع على عدم الزيادة: والمعروف بين علمائنا حتى حكي عليه الإجماع عدم النقيصة»[48]
- محمد القمي:«وإنا له لحافظون أي: من التحريف والزيادة والنقص بأن جعلناه معجزا مباينا لكلام البشر بحيث لا يخفى تغيير نظمه على أهل اللسان أو نفي تطرق الخلل إليه في الدوام بضمان الحفظ له.»[49]

- عبد الله المامقاني: «فتحصّل من ذلك كلّه أنّ ما صدر من المحدّث النوري رحمة الله من رمي الرجل بضعف الإيمان ونقص العقل جرأة عظيمة كجرأته على الإصرار **على تحريف كتاب الله المجيد**.»[50][51][52]

- نور الله التستري: «ما نسب إلى الشيعة الامامية من القول بوقوع التغيير في القرآن ليس ممّا قال به جمهور الإماميّة ، إنما قال به شرذمة قليلة منهم لا اعتداد بهم فيما بينهم»[53][54][55][56][57]

- محمد حسين الطباطبائي: «"من ضروريات التاريخ: أنّ النبي العربي محمّداً  جاء قبل أربعة عشر قرناً تقريباً، وانتهض للدعوة، وآمن به أمّة من العرب وغيرهم، وأنّه جاء بكتاب يسمّيه القرآن، وينسبه إلى ربّه، متضمّن لجمل المعارف، وكلّيّات الشريعة التي كان يدعو إليها، وكان يتحدّى به، ويعدّه آية لنبوته، وأنّ القرآن الموجود اليوم بأيدينا هو القرآن الذي جاء به وقرأه على الناس المعاصرين له في الجملة؛ بمعنى: أنّه لم يَضِعْ مِن أصله؛ بأن يُفقَد كلّه، ثمّ يوضع كتاب آخر يشابهه في نظمه أو لا يشابهه، وينسب إليه، ويشتهر بين الناس بأنّه القرآن النازل على النبي  . فهذه أمور لا يَرتاب في شيء منها إلا مصاب في فهمه، ولا احتمل بعض ذلك أحد من الباحثين في مسألة التحريف من المخالفين والمؤالفين".»[58]

- الخميني: «"منع وقوع التحريف فيه جدّاً (أي في القرآن)، كما هو مذهب المحقّقين من علماء العامّة والخاصّة... وبالجملة: ففساد هذا القول الفظيع(أي القول بالتحريف)، والرأي الشنيع، أوضح من أن يخفى على ذي مسكة، إلا أنّ هذا الفساد قد شاع على رغم[وجود] علماء الإسلام وحفّاظ شريعة سيد الأنام".»[59]

- أبو القاسم الخوئي: «"المعروف بين المسلمين عدم وقوع التحريف في القرآن، وأنّ الموجود بأيدينا هو جميع القرآن المنزل على النبي الأعظم ؛ وقد صرّح بذلك كثير من الأعلام... وجملة القول: أنّ المشهور بين علماء الشيعة ومحقّقيهم، بل المتسالم عليه بينهم هو القول بعدم التحريف... والحق، بعد هذا كلّه: أنّ التحريف بالمعنى الذي وقع النزاع فيه غير واقع في القرآن أصلاً".»[60]

- آغا بزرك طهراني: «لا ريب في أن القرآن الشريف المنزل إلى قلب سيد المرسلين صلى الله عليه وآله وسلم بلفظ عربي مبين هو هذا المجموع بعين ألفاظه المنزلة من غير تصرف لاحد من البشر فيها بالضرورة من الدين الموضوع بين الدفتين، وهو كتاب الاسلام والحبل الممدود من مقدس شارعه إلى سائر الأنام، وهو أكبر الثقلين المتخلفين عن النبي الأعظم للأمة المرحومة فيه تبيان كل شئ ودستور سعادة الدنيا والدين لكافة افراد البشر إلى يوم الدين»[61]
- ناصر مكارم الشيرازي: «إن التحريف - كما نعلم - على ثلاثة ضروب: لفظي، معنوي، وعملي.فالتحريف اللفظي: هو تغيير ألفاظ وعبارات القرآن وحصول الزيادة والنقصان فيها. (وهذا ما نرفضه بشدة - وجميع محققي الإسلام - وننكره إنكارا قاطعا).»[62]

## قول بعض الشيعة بالتحريف في القرآن
ذكر محب الدين الخطيب، أن الشيعة يعارضون القرآن المتداول، كما أنهم يضيفون سورتين إضافيتين هما سورتي النورين والولاية. ويتهمهم بتحريف القرآن،  بينما تعتبر هاتين السورتان مزورتان ولا تظهر في القرآن المتداول.  
ويعتبر الشيعة الاتهام بأنهم يستخدمون القرآن مختلفا على آنه من المفاهيم الخاطئة عن الشيعة. فإن القرآن عندهم هو وفقا لقراءة حفص عن عاصم، وهي القراءة السائدة في العالم الإسلامي.
أثارت قضية تحريف القرآن الجدل والخلاف بين العديد من علماء الشيعة التقليديين. لدى أمثال محمد باقر المجلسي (مؤلف بحار الأنوار)، ومحمد بن يعقوب الكليني (مؤلف كتاب الكافي)، ونعمة الله الجزائري (مؤلف أنوار النعيمية، توفي عام 1701 م)  والعياشي (مؤلف تفسير العياشي) وغيرهم، وجهة نظر أن القرآن الحالي ليس هو نفسه الذي نزل على الرسول محمد وأنه تم إغفال وتغيير فيه. بشكل عام، يزعم الشيعة أن لديهم أكثر من 1000 حديث نبوي منسوب إلى أئمة الشيعية والتي تشير إلى تشويه في القرآن.
ويتهم البعض أن الشيعة يزعمون أن لدى فاطمة مصحفا خاصا بها، وهو مصحف فاطمة الذي يزعم أنه كان أكبر بثلاث مرات من القرآن الحالي. مرة أخرى، يرفض الشيعة هذه المقولة باعتبارها تحريفًا للحقائق التي تهدف إلى تشويه سمعتهم. ووفقا لبعض أئمة الشيعة أن في حوزتهم كتبا أخرى أنزلها الملاك جبرائيل إلى فاطمة لمواساتها في وفاة أبيها ولكن لم يكن آي منهم قرآنا.
بعض العلماء الشيعة الذين أيدوا الرأي القائل بأن النص القرآني قد تبدل هم:
- علي بن إبراهيم قمي: «واما ما هو محرف منه فهو قوله " لكن الله يشهد بما انزل إليك في علي أنزله بعلمه والملائكة يشهدون " وقوله " يا أيها الرسول بلغ ما انزل إليك من ربك في علي فإن لم تفعل فما بلغت رسالته " وقوله " ان الذين كفروا وظلموا آل محمد حقهم لم يكن الله ليغفر لهم " وقوله " وسيعلم الذين ظلموا آل محمد حقهم اي منقلب ينقلبون " وقوله " ولو ترى الذين ظلموا آل محمد حقهم في غمرات الموت " ومثله كثير نذكره في مواضعه.» [71][72][73]
- محمد صالح المازندراني: «وفي هذا الخبر دلالة على وجود مصحف غير هذا المشهور بين الناس وعلى وجود التحريف والتغيير والحذف فيما أنزله الله تعالى من القرآن على محمد (صلى الله عليه وآله) ورفعه لا يضر لإعتضاده بأخبار أخر من طرقنا وهي كثيرة مذكورة في كتاب الروضة وغيره، وقد دل الأخبار من طرقهم أيضا على وقوع التغيير لأنهم رووا أن القرآن نزل على سبعة أحرف»[74][75][76]
- المجلسي: «إن القرآن الذي جاء به جبرائيل عليه السلام إلى محمد صلى الله عليه وسلم سبعة عشر ألف آية) قال عن هذا الحديث: موثق، وفي بعض النسخ عن هشام بن سالم موضع هارون بن سالم، فالخبر صحيح. ولا يخفى أن هذا الخبر وكثير من الأخبار الصحيحة صريحة في نقص القرآن وتغييره وعندي أن الأخبار في هذا الباب متواترة معنى، وطرح جميعها يوجب رفع الاعتماد عن الأخبار رأسا، بل ظني أن الأخبار في هذا الباب لا يقصر عن أخبار الإمامة فكيف يثبتونها بالخبر؟»[77]
- نعمة الله الجزائري: «إن تسليم تواتره عن الوحي الإلهي، وكون الكل قد نزل به الروح الأمين، يفضي إلى طرح الأخبار المستفيضة، بل المتواترة، الدالة بصريحها على وقوع التحريف في القرآن كلاما، ومادة، وإعرابا، مع أن أصحابنا قد أطبقوا على صحتها والتصديق بها»[78] وقال عنه الميلاني: «وقد ذهب هذا المحدّث إلى القول بنقصان القرآن عملاً بالأخبار الظاهرة فيه، مدّعياً تواترها بين العلماء، وقد تقدّم نصّ كلامه والجواب عنه في فصل (الشبهات).»[79][80]
- محمد بن مسعود العياشي: اورده في كتابه تفسير العياشي الأحاديث الكثيرة في نقص القرآن ولم يعترض عليها، فيما يرى الشيعة أن مجرد ذكر روايات التحريف لايعني أنه يعتقد بها[81]
- محمد بن يعقوب الكليني: أورد في كتابه الكافي أكثر من حديث في تحريف القرآن، فالبعض ينسب اليه القول بالتحريف لكونه لم يعترض عليها، والمدافعون يقولون أنه لم يكن يعتقد بصحة كل الأحاديث.[82]
- محمد باقر بهبهاني:[83]
- حسين النوري الطبرسي: مؤلف كتاب فصل الخطاب في تحريف كتاب رب الأرباب الذي أثار ضجة واسعة.
- أحمد بن محمد السياري[11]
- عدنان البحراني[84][85]

بين هؤلاء وهؤلاء:
- للفيض الكاشاني مواقف غريبة وأقوال متناقضة، تارة يقول هذا:[86]

| نظرة الشيعة حول القرآن | المستفاد من مجمع هذه الأخبار وغيرها من الروايات من طريق أهل البيت (عيهم السلام) إن القرآن الذي بين أظهرنا ليس بتمامه كما انزل على محمد (صلى الله عليه وآله وسلم) منه ما هو خلاف ما أنزل الله ومنه ما هو مغير ومحرف وإنه قد حذف عنه أشياء كثيرة منها اسم علي (عليه السلام) في كثير من المواضع ومنها غير ذلك وأنه ليس أيضا على الترتيب المرضي عند الله وعند رسوله (صلى الله عليه وآله وسلم). | نظرة الشيعة حول القرآن |

- وتارة يقول:[87]

| نظرة الشيعة حول القرآن | وإنه لكتاب عزيز لا يأتيه الباطل من بين يديه ولا من خلفه. وقال: إنا نحن نزلنا الذكر وإنا له لحافظون فكيف يتطرق إليه التحريف والتغيير، وأيضا قد استفاض عن النبي (صلى الله عليه وآله وسلم) والأئمة (عليهم السلام) حديث عرض الخبر المروي على كتاب الله ليعلم صحته بموافقته له وفساده بمخالفته فإذا كان القرآن الذي بأيدينا محرفا فما فائدة العرض مع أن خبر التحريف مخالف لكتاب الله مكذب له فيجب رده والحكم بفساده أو تأويله. | نظرة الشيعة حول القرآن |

## التفسير
يختلف تفسير الشريعة في عدة آيات عن النظرة السنية التقليدية إما من خلال تفسير مختلف تمامًا أو عن طريق إعطاء نفس التفسي، ولكن إعطاء هذا التفسير تأثيرًا أكبر على فقههم. يميل الشيعة أيضًا إلى تفسير القرآن بطريقة مجازية (باطنية) وأقل حرفيًا من السنة. على سبيل المثال، عادةً ما يفسر الكتاب الشيعة، بمن فيهم علي بن إبراهيم قمي، مصطلح «بني إسرائيل»بطريقة مجازية ككلمة رمزية لأهل البيت.

### الأحزاب 33
يفسر الشيعة أية الأحزاب 33 بناء على حديث الكساء للرسول على أنها دلالة لتفوق آل البيت وأحقية على وذريته بالخلافة.

### سورة النساء 24
في سورة النساء، 24، فسر الشيعة «آية المتعة» القرأنية (فَمَا اسْتَمْتَعْتُم بِهِ مِنْهُنَّ فَآتُوهُنَّ أُجُورَهُنَّ فَرِيضَةً) على أنها تشرع الزواج المؤقت بينما يرفض أهل السنة والجماعة هذا التفسير.

## مؤلفات حول الموضوع
- القرآن الكريم وروايات المدرستين - مرتضى العسكري[90]
- حفظ الكتاب الشريف عن شبهة القول بالتحريف - محمد حسين الشهرستاني[91]
- تنزيه التنزيل من التغيير والتبديل - هبة الدين الشهرستاني[92]
- التحقيق في نفي التحريف عن القرآن الشريف - علي الحسيني الميلاني[93]
- القول الفاصل في الرد على مدعي التحريف - شهاب الدين المرعشي[94]
- الرد على كشف الارتياب - حسين النوري الطبرسي[95]
- فصل الخطاب في تحريف القرآن - حسين النوري الطبرسي[96]
- أكذوبة تحريف القرآن - رسول جعفريان[97]
- رسالة في صيانة الكتاب العزيز عن التحريف - علي السيستاني[98]
- النقد اللطيف في نفي التحريف عن القرآن - آفا بزرك الطهراني[99]
- كشف الارتياب في عدم تحريف الكتاب - محمود المعرّب الطهراني[100]
- سلامة القرآن من التحريف، وتفنيد الإفتراءات على الشيعة الإمامية - فتح المحمدي نجارزادكان[101]
- الجواب المنيف في الرد على مدعي التحريف - عبد الحسين البصري[102]
- التبديل والتحريف - علي بن أحمد الكوفي العلوي[103]
- البرهان على عدم تحريف القرآن - مرتضى الرضوي[104]
- إعلام الخلف بمن قال بتحريف القرآن من أعلام السلف - صادق العلائي[105]